# 1479 Inkeri
1479 Inkeri је астероид главног астероидног појаса чија средња удаљеност од Сунца износи 2,673 астрономских јединица (АЈ).
Апсолутна магнитуда астероида је 11,4 а геометријски албедо 0,051.